# Reiner Feldmann

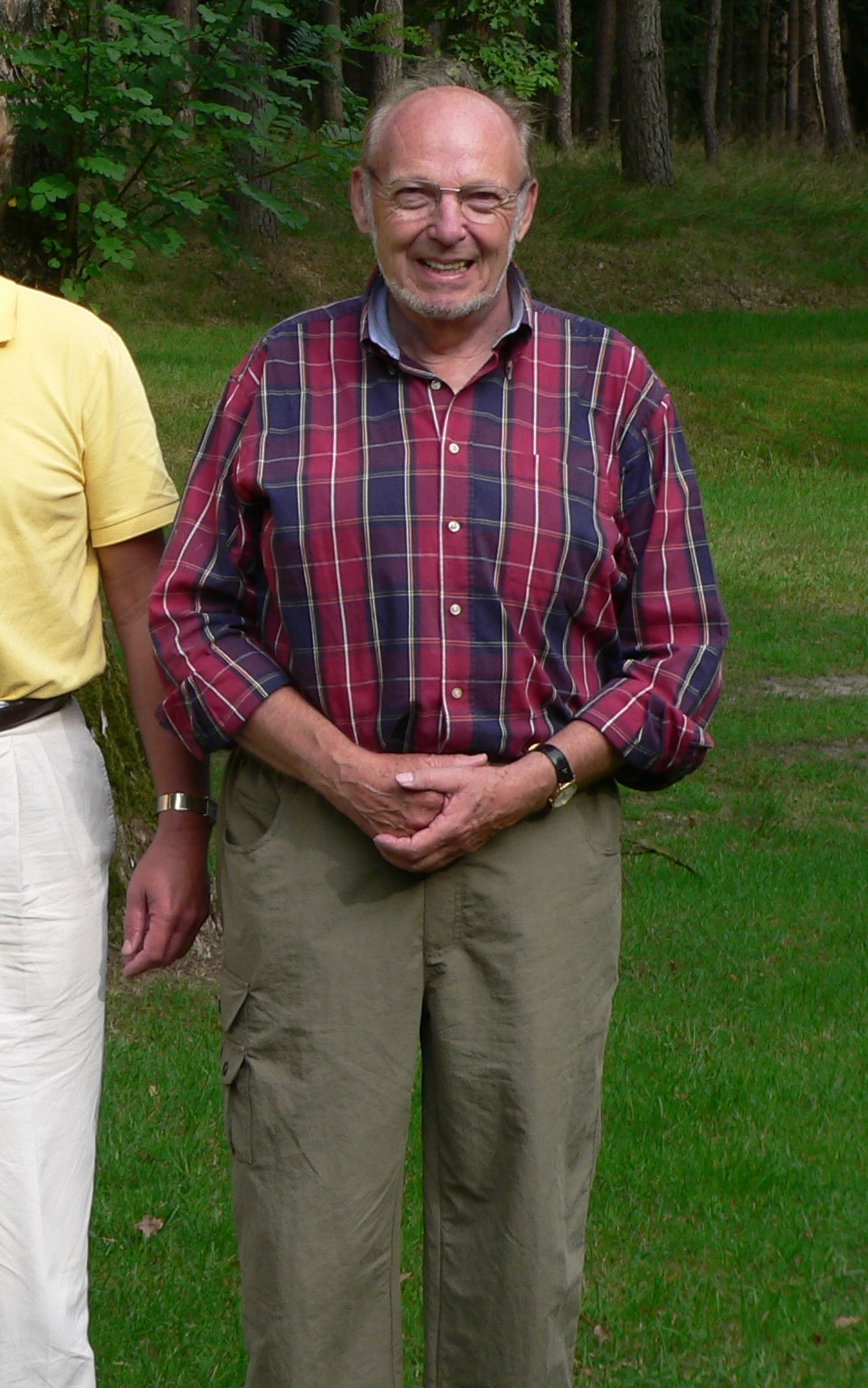
Reiner Feldmann bei einer Exkursion der Akademie für ökologische Landesforschung im Jahr 2006

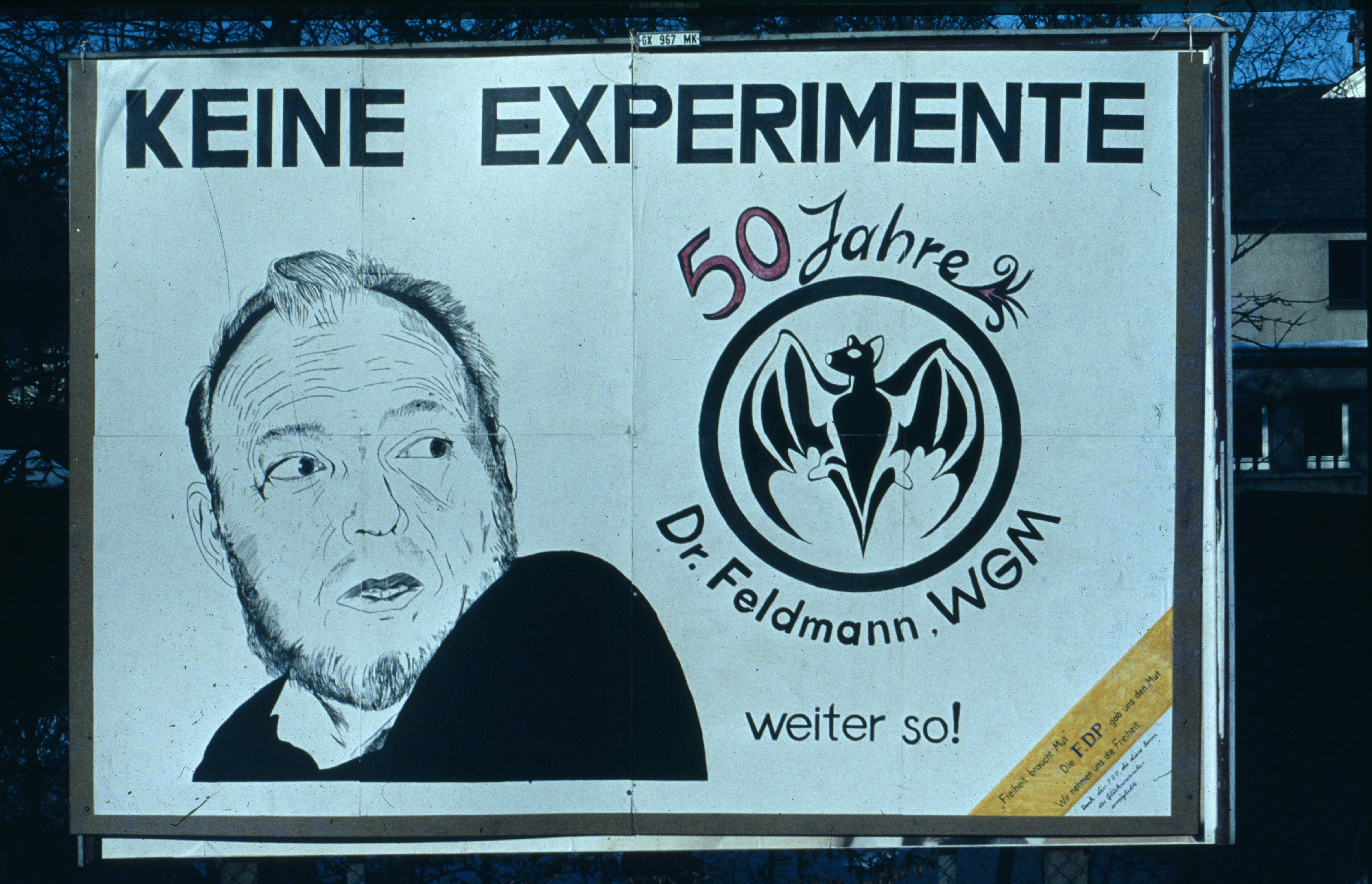
Von Schülern in Menden am Walram-Gymnasium öffentlich aufgestelltes Plakat anlässlich des 50. Geburtstags von Reiner Feldmann

Reiner Feldmann (* 22. Februar 1933 in Kloster Brunnen; † 6. Oktober 2014 in Menden (Sauerland)) war ein deutscher Biologe und Hochschullehrer.

## Leben
Der Vater von Reiner Feldmann war zur Zeit seiner Geburt Lehrer in Kloster Brunnen. 1934 zog die Familie nach Bösperde um, wo der Vater Konrektor wurde. Feldmann besuchte das Walram-Gymnasium im sauerländischen Menden. Nach dem Abitur studierte er an der Universität Münster und der Universität Innsbruck Germanistik, Geographie und Pädagogik. Zoologie und Botanik gehörten zum Fächerkanon. Als Student in Münster wurde er aktives Mitglied des katholischen Studentenvereins Cimbria im KV, dem er zeitlebens verbunden blieb.
1958 legte er das erste Staatsexamen ab. 1958 bis 1960 folgte sein Referendariat am Märkischen Gymnasium in Iserlohn und Besuch des Studienseminars in Bochum. 1960 Examen in Deutsch, Biologie und Erdkunde. Von 1960 bis 1963 Lehrer am Städtischen Gymnasium in Dortmund. Im Jahr 1962 folgte die Promotion zum Dr. rer. nat. am Geographischen Institut in Münster mit der Note magna cum laude.
Nach seinem Assessorexamen arbeitete er von 1963 bis 1984 als Lehrer am Walram-Gymnasium. 1970 Ernennung zum Studiendirektor und Fachleiter. Im Jahr 1984 war er Dezernent bei der Schulaufsicht beim Schulkollegium in Münster. Er wurde 1985 zum Regierungsschuldirektor der Bezirksregierung Arnsberg berufen. Von 1982 Lehraufträgen für Ökologie an der Bergischen Universität Wuppertal.
Seine Habilitation erfolgte 1986. Ab 1991 Honorarprofessor an der Uni Wuppertal. Er wurde 1995 emeritiert.
Feldmann war verheiratet und hatte zwei Söhne. Er wurde in Bösperde, seinem lebenslangen Wohnort, beigesetzt.

## Ehrenamtliche Tätigkeiten
Feldmann war von 1968 bis 1975 Naturschutzbeauftragter beim Kreis Iserlohn. Ab 1973 engagierte er sich im Rotary Club Menden. Er war seit der Gründung 1975 Mitglied im Landschaftsbeirat des Märkischen Kreises. 1975 Gründungs- und Vorstandsmitglied, zeitweise auch stellvertretender Vorsitzender, der Arbeitsgemeinschaft für biologisch-ökologische Landesforschung, später umbenannt in Akademie für Ökologische Landesforschung. Ab Gründung 1976 bis 1985 Mitglied beim Landschaftsbeirat der Höheren Landschaftsbehörde bei der Bezirksregierung Arnsberg und später stellvertretender Vorsitzender des Beirats. Er gründete 1978 den Arbeitskreis Amphibien und Reptilien in Westfalen. 1978 erfolgte seine Berufung in die Geographische Kommission für Westfalen beim Landschaftsverband Westfalen-Lippe.
Reiner Feldmann war Mitarbeiter der Fachstelle Naturkunde und Naturschutz im Westfälischen Heimatbund. Feldmann engagierte sich auch in der katholischen Kirchengemeinde St. Maria Magdalena und im Museumsverein des Museums Menden.
Er setzte sich als einer der ersten Naturschützer für den Schutz sekundärer Lebensräume wie Truppenübungsplätze, Bergsenkungen, Bergwerkstollen, Wasserstauanlagen, Steinbrüche und andere Abgrabungen ein. Er war einer der ersten Initiatoren für den Kleingewässerschutz in Deutschland. In NRW geht auf ihn ein erfolgreiches Projekt zur Anlage von Kleingewässern zurück.

## Veröffentlichungen
Im Alter von 19 Jahren veröffentlichte er 1952 in der Zeitschrift Natur und Heimat den ersten naturwissenschaftlichen Artikel Der Bestand der Schwalben im nördlichen Sauerland und ihr Rückgang. Er schrieb insgesamt über 260 Publikationen, darunter zehn Bücher. Darin veröffentlichte er seine eigenen Forschungsergebnisse. Die Forschungen betrafen die Felder Faunistik, Tiergeographie und Ökologie. Er forschte zunächst an Vögeln und Fledermäusen. Später auch an Amphibien, Reptilien, Mollusken, Insekten und anderen Tiergruppen.
1971 veröffentlichte er eine der ersten Arbeiten zum Thema Amphibien und Landschaftsschutz im deutschsprachigen Raum. Zusammen mit Georg Mieders erschien 1973 ein erstes Biotopkataster für den Kreis Iserlohn. 1976 brachte er die erste Rote Liste für Lurche und Kriechtiere in Westfalen heraus. An den ersten Roten Listen auch anderer Artengruppen in Nordrhein-Westfalen und in Deutschland arbeitete er als maßgeblicher Mitautor mit.
Er war Mitherausgeber der beiden Standardwerke Die Amphibien und Reptilien Westfalens (1981) und Die Säugetiere Westfalens (1984). 1969 bei der Avifauna von Westfalen einer von mehreren Herausgebern.

## Auszeichnungen
Der 75. Band der Abhandlungen aus dem Westfälischen Museum für Naturkunde wurde Reiner Feldmann zum 80. Geburtstag als Festschrift gewidmet. In der Festschrift wurde er als „Gummistiefelbiologe“ bezeichnet, der für die wissenschaftliche Feldarbeit stand.
- 1986: Bundesverdienstkreuz am Bande[4][5]

## Schriften
- Winterquartiere des Feuersalamanders „Salamandra salamandra terrestris“ Lacépede, 1788. In: Bergwerksstollen des südlichen Westfalen. In: Salamandra. Rheinbach 1967, 3, ISSN 0036-3375, S. 1–3.
- Über Lautäußerungen einheimischer Schwanzlurche. In: Natur u. Heimat. Münster 28.1968, ISSN 0028-0593, S. 49–51.
- mit Reiner Klewen: Feuersalamander. In: R. Feldmann (Hrsg.): Die Amphibien und Reptilien Westfalens. In: Abhandlungen aus dem Westfälischen Museum für Naturkunde. Münster 43.1981, 4, 30–44.
- Felduntersuchungen an westfälischen Populationen des Feuersalamanders, „Salamandra salamandra terrestris“ Lacépede, 1788. In: Dortmunder Beiträge zur Landeskunde Dortmund 5.1971, ISSN 0340-3947, S. 37–44.
- Tierwelt im Südwestfälischen Bergland. Kreuztal, 1974.
- mit Rüdiger Schröpfer, Henning Vierhaus: Die Säugetiere Westfalens. Westfälische Vereinsdruckerei Münster, 1984, S. 269–271.
- Überwinterung, Ortstreue und Lebensalter des Feuersalamanders, „Salamandra salamandra terrestris“. Schlußbericht einer Langzeituntersuchung. In: Jahrbuch Feldherpetologie. Köln 1.1987, ISSN 0933-4068, S. 33–44.
- Der Lüerwald. (21. Beitrag zur Landeskunde des Hönnetals). Menden 1999, ISSN 0176-1986.
- Glockenteiche, Klingelsiepen und Geburtshelferkröten. Sauerland Nr. 2/2000, S. 75–77.
- mit Michael Bußmann: Tiere des Südens wandern in Westfalen ein – Zeugen oder Vorboten des Klimawandels?. In: Geographische Kommission für Westfalen, I/2001, Landschaftsverband Westfalen-Lippe S. 7.
- Eine Buckelweide auf dem Spreiberg bei Arnsberg-Neheim – Zur Genese und Struktur einer großen Kolonie der Gelben Wiesenameise, Lasius flavus. In: Natur und Heimat 72/2012. S. 8.
- mit Rüdiger Eßmann, Raimund Kinold, Heinz-Rüdiger Lülff, Jutta Lülff: 100 Jahre Pfarrgemeinde St. Maria Magdalena Menden Bösperde 1912-2012, Hrsg. Kath. Kirchengemeinde St. Maria Magdalena